# Breanna Yde

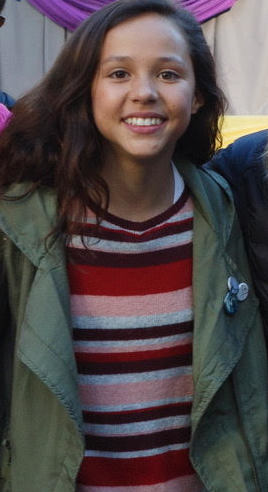
Breanna Yde, 2016

Breanna Nicole Yde (* 11. Juni 2003 in Sydney) ist eine australische Schauspielerin und Sängerin.

## Karriere
Yde wurde in Sydney geboren. Sie ist seit 2009 als Schauspielerin tätig. Unter anderem übernahm sie Rollen in verschiedenen Produktionen des Senders Nickelodeon. In der Serie Voll Vergeistert spielte sie die Rolle der Frankie Hathaway, in dem Film Santa Hunters die Rolle der Zoey. Von 2016 bis 2018 spielte sie die Rolle der Tomika in der Serie School of Rock. Sie ist auch im Synchronbereich tätig.
Des Weiteren ist Yde als Sängerin aktiv.

## Filmografie (Auswahl)
- 2009: Social Studies (Kurzfilm)
- 2010: Level 26: Dark Prophecy
- 2011: How I Met Your Mother (Fernsehserie, 1 Folge)
- 2013–2015: Voll Vergeistert (Fernsehserie)
- 2014: Charlie bei einem erwachsenen Abendessen (Kurzfilm)
- 2014: Santa Hunters (Fernsehfilm)
- 2015: Instant Mom (Fernsehserie, 2 Folgen)
- 2015: Nickelodeon's Ho Ho Holiday
- 2016–2018: School of Rock (Fernsehserie)
- 2017: Flucht aus Mr. Lemoncellos Bibliothek (Escape from Mr. Lemoncello's Library, Fernsehfilm)
- 2019: Malibu Rescue (Film)
- 2019: Malibu Rescue (Fernsehserie, 8 Folgen)
- 2020: Malibu Rescue 2 (Film)

## Diskografie
- 2020: Stopped Buying Diamonds[1]
- 2020: Blind Life[2]
- 2022: Old Her[3]
- 2022: Send Help (Extended Play)[4]

## Synchronisation
- 2016–2018: Willkommen bei den Louds als Ronnie Anne
- 2017: Mariah Carey's All I Want for Christmas Is You (All I Want for Christmas Is You) als Mariah Carey